# Élisabeth Platel
Élisabeth Platel (Parigi, 10 aprile 1959) è un'ex ballerina francese, danseuse étoile del balletto dell'Opéra di Parigi dal 1981 al 1999.

## Biografia
Nata a Parigi, Élisabeth Platel studia danza al Conservatorio di Saint-Germain-en-Laye e poi al Conservatoire national supérieur de musique et de danse de Paris, diplomandosi prima del suo corso nel 1971. Successivamente si perfeziona alla scuola di danza dell'Opéra di Parigi e nel 1976 inizia a danzare all'Opéra Garnier. Tre anni più tardi la diciannovenne Platel viene promossa ballerina principale del balletto dell'Opéra di Parigi. 
Nel 1981 danza per la prima volta nel ruolo dell'eponima protagonista ne La Sylphide , che si sarebbe rivelato il suo ruolo di maggior successo. Nella stessa stagione fa il suo debutto anche come Giselle, Paquita e Odette e Odile ne Il lago dei cigni e il 23 dicembre 1981 viene proclamata danseuse étoile. Sempre nel 1981 inaugura un proficuo sodalizio artistico con Rufol'f Nureev, che la sceglia per il ruolo della Regina delle Driadi nel Don Chisciotte. Due anni più tardi Nureev, neo-eletto direttore artistico del balletto dell'Opéra, sceglie Platel come protagonista della sua nuova versione di Raymonda, mentre nel 1984 la ballerina è la protagonista in occasione del debutto de Il lago dei cigni di Nureev. Platel inoltre danza il ruolo della protagonista in occasione di altre due prime di coreografie di Nureev: La bella addormentata (1989) e La Bayadère (1992).
Nei suoi oltre vent'anni nella compagnia danza molti altri dei maggiori ruoli del repertorio femminile, tra cui la fanciulla ne La sagra della primavera di Maurice Béjart, Myrtha nella Giselle di Marius Petipa, Kitri nel Don Chisciotte di Nureev, Swanilda nella Coppélia di Skouratoff, Tersicore nell'Apollon Musagete di George Balanchine, Esmeralda nel Notre Dame de Paris di Roland Petit, Titania nel Sogno di una notte di mezza estate di John Neumeier. Nel corso della sua carriera danza con alcune delle più importanti compagnie al mondo, tra cui il Royal Ballet, il Balletto Reale Danese, Balletto di Amburgo, il Balletto Bol'šoj e il Balletto Mariinskij.
Nel 1999 vince il Prix Benois de la Danse per la sua interpretazione nella Sylvia di Neumeier e il 9 luglio dello stesso anno dà il suo ufficiale addio alle scene danzando per l'ultima volta nella Sylphide, in una speciale rappresentazione in cui Nicolas Le Riche e Manuel Legris si alternano nel ruolo di James. Durante le due stagioni successive torna a danzare all'Opéra Garnier come prima ballerina ospite, danzando ne La Bayadére, Raymonda (2000) e Sogno di una notte di mezza estate (2001). Danza per l'ultima volta all'Opéra di Garnier il 20 gennaio 2003 in occasione di un gala in memoria di Nureev, in cui balla l'assolo dal terzo atto di Raymonda.
Nel 2004 succede a Claude Bessy come direttrice della scuola di danza dell'Opéra di Parigi.